# Rogosch-Gletscher
Der Rogosch-Gletscher (bulgarisch ледник Рогош lednik Rogosch) ist ein 29 km langer und 5 km breiter Gletscher an der Oskar-II.-Küste des Grahamlands auf der Antarktischen Halbinsel. Vom Kyustendil Ridge fließt er zunächst südwärts, dann nördlich des Skilly Peak in östlicher Richtung und mündet am Kap Fairweather zum einen in die Artanes Bay, zum anderen westlich des Pedersen-Nunataks ins Weddell-Meer. Der Breniza-Gletscher liegt westlich, der Drygalski-Gletscher nördlich und der Slokutschene- sowie der Rissimina-Gletscher nordöstlich von ihm.
Britische Wissenschaftler kartierten ihn 1978. Die bulgarische Kommission für Antarktische Geographische Namen benannte ihn 2012 nach der Ortschaft Rogosch im Süden Bulgariens.